# Каспі
Каспі (груз. კასპი) — місто в центральній Грузії, регіон (мхаре) Шида Картлі. Адміністративний центр муніципалітету Каспі. Статус міста надано в 1959 році. Населення — 13423 чол. (2014 р.)
.

## Розташування
Місто збудоване на берегах ріки Лехури, лівої притоки Мткварі. Залізнична станція розташована на висоті 560 м над рівнем моря, на відстані 48 км від Тбілісі.

## Історія
Виявлені на території Каспі археологічні матеріали та пам'ятки матеріальної культури свідчать, що людина тут живе безперервно від кам'яної доби і дотепер. Теперішнє місто Каспі було заселено ще в часи бронзової доби. Літописець Леонті Мровелі (XI ст.) приписує заснування міста сину міфічного Мцхетоса — Уплосу. Каспі згадується серед найдавніших грузинських міст (разом з Саркіне, Урбнісі, Одзрхе). Згідно з «Наверненням Грузії», у I ст. до н. е. король Аршак II «захопив Каспі та заснував Уплісцихе». Каспі згадується у зв'язку з християнізацією Картлі. Каспі особливо зросло у V ст. Місто мало велике військово-стратегічне та культурне значення. У Каспі зростала сестра Вахтанґа Ґорґасалі — Мірандухті. У 30-х роках VIII ст. арабський полководець Марван Глухий зруйнував місто настільки, що міське життя повністю припинилось. «Та було місто до Глухого, тепер же невелике селище» — зазначає Вахушті Баґратіоні про період єдиного феодального королівства Грузії (XI—XV ст.). З XV ст. місто належало великому феодальному роду Амілахварі. Адміністративно входило до складу Картлійського Саеріставі. Після постання системи правління тавадів, у другій половині XVI ст. король Картлі Симон I позбавив Бардзіма Амілахварі власності на Каспі. У XIX ст. Каспі являло собою поселення сільського типу.

## Історична спадщина

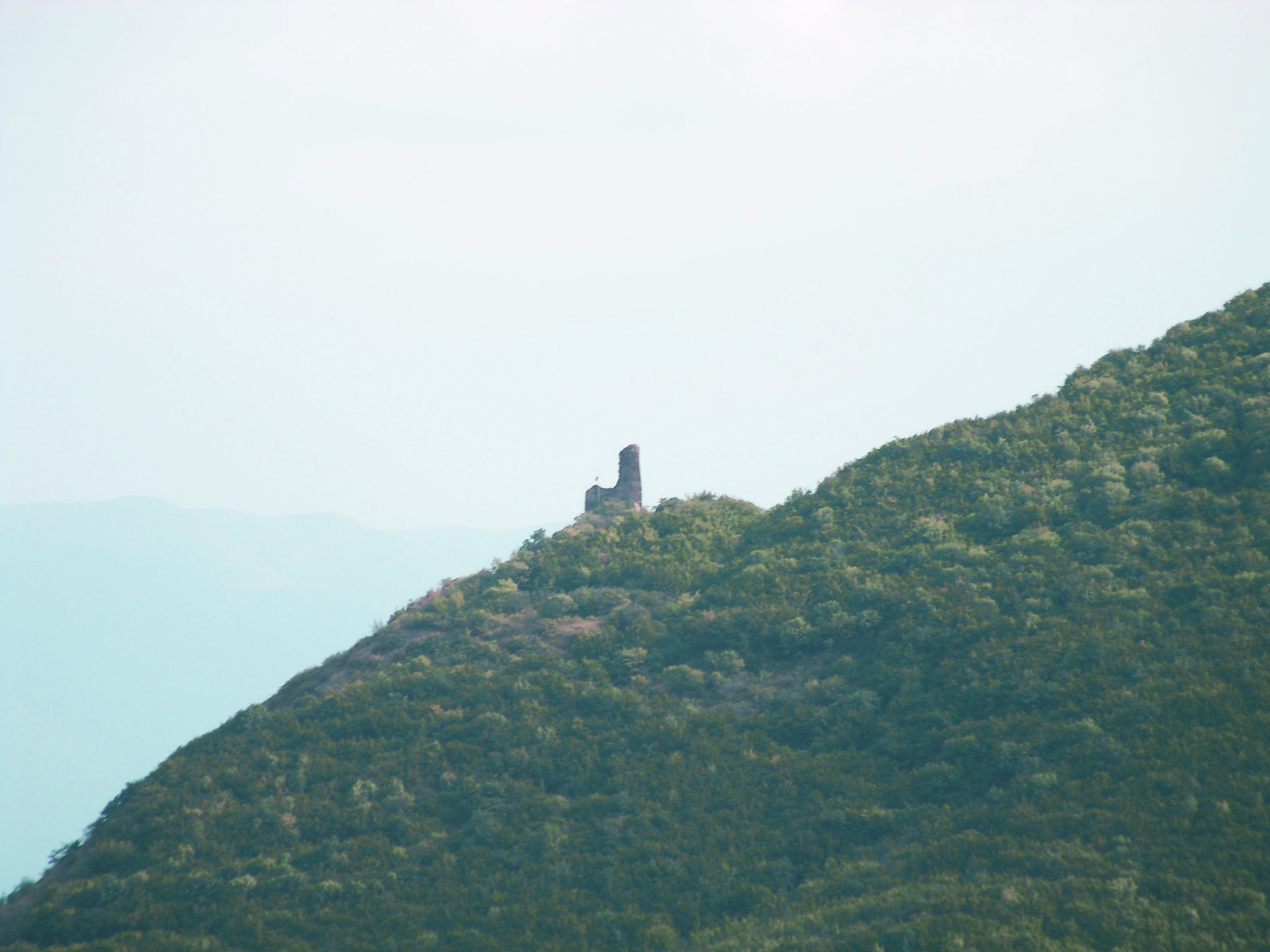
Фортеця Клдемагалі

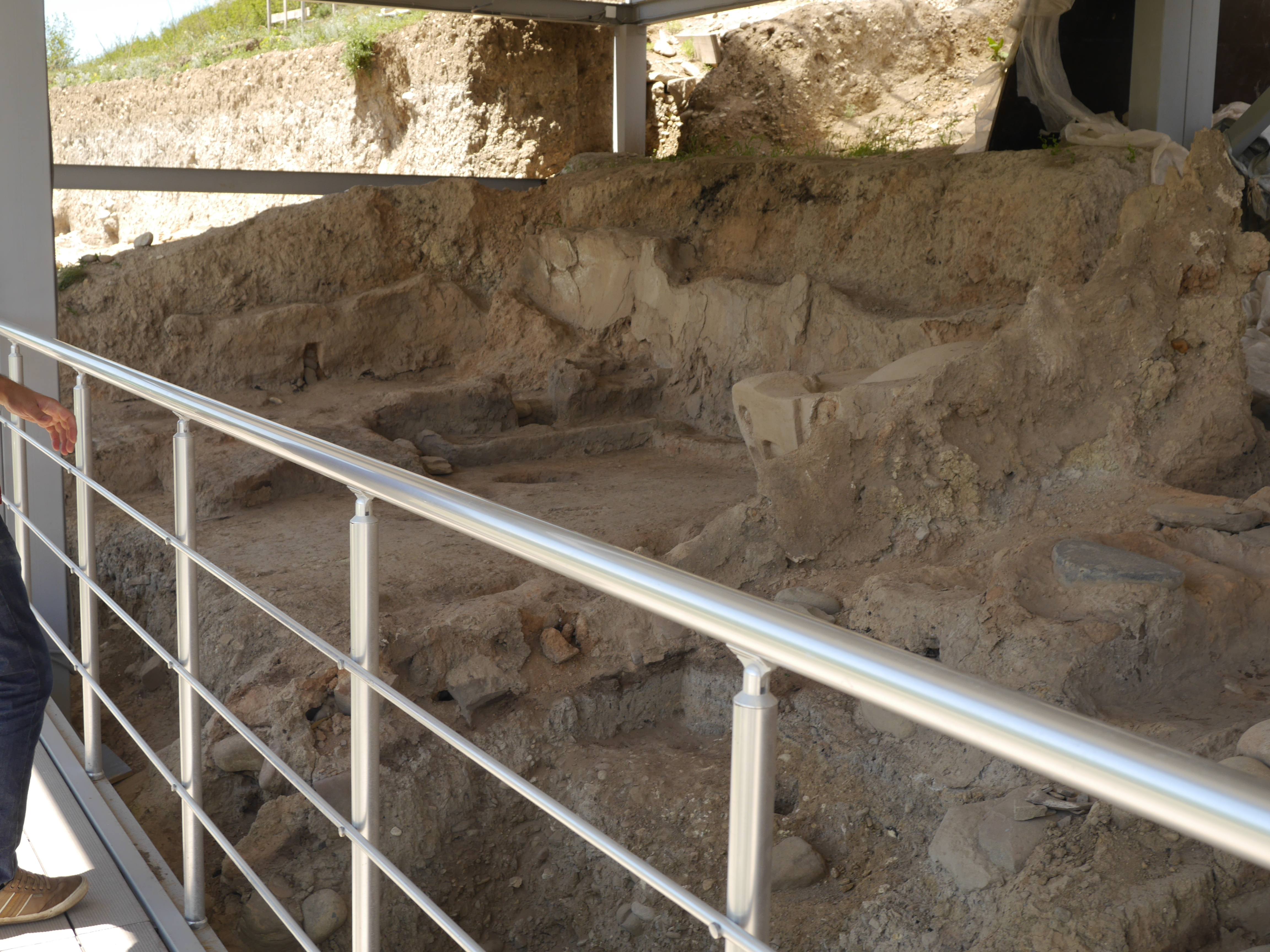
Ґракліані

У Каспі та прилеглій території відкрито декілька невеликих за масштабом історичних пам'яток. В основному церкви базилічного стилю. На північ від міста розташована башта-фортеця «Клдемагала». Серед базилік слід відзначити собор феодальної доби «Теодоре Тіроні», тоді ж розбудована церква Квірацховелі. Також знаменними є висечені в стіні склепи дохристиянської доби.
У 1962—1963 роках у м. Каспі в процесі розкопок на правому березі р. Лехури виявлено могильник пізньої бронзової та ранньої залізної доби (XIV—VIII ст. до н. е.).
У 2015 р. в існуючій поблизу Каспі археологічній пам'ятці Гракліані, соборі VII ст. до н. е., на двох вівтарях та постаменті вівтаря виявлено однорядний напис досі невідомої писемності. Досьогодні невідомий напис Ґракліанського вівтаря є найдавнішим та прояснює 2700-літню історію використання писемності в Грузії.

## Демографія
Зростання населення Каспі почалось у другій половині XX ст. після того як місто набуло промислового значення. Більшість мешканців міста — етнічні грузини. Крім грузинів у місті живуть осетини, азербайджанці, вірмени, українці, росіяни, невелика кількість ассирійців та ін. Слов'янське населення, яке у великій кількості було переселено до Каспі внаслідок евакуації з фронту під час Другої світової війни, здебільшого покинуло місто після розпаду СРСР.

## Економіка
Каспі — центр виробництва будівельних матеріалів у Грузії. Тут найбільше виробництво цементу в Грузії та Транскавказькому регіоні загалом. Сьогодні в місті працюють цементний, спиртовий, кондитерський заводи. Блоковий, гіпсовий, пластмасовий цехи та зернопереробний комбінат. У місті поряд з великими підприємствами існують об'єкти легкої промисловості. Реалізація виробленої в Каспі продукції здійснюється як на внутрішньому ринку Грузії, так і за кордоном.
Економічний потенціал Каспі зростає завдяки центральній залізничній магістралі, що проходить через місто, та головній автотрасі S1, що проходить поблизу.

## Транспорт
Поблизу міста проходить значна міжнародна автомагістраль Грузії S1, яка збігається з європейською автомагістраллю E60. Крім цього у місті є залізнична станція, у складі транскавказької центральної залізничної магістралі. Безпосередньо через місто проходять шляхи внутрішньодержавного значення Ш61 та Ш63. З автостанції Каспі виконуються рейси у різні міста Грузії та села Каспського муніципалітету. У місті існують внутрішньоміські маршрутні лінії.

## Освіта та культура
У місті є різноманітні культурні об'єкти, серед них: Каспський будинок культури ім. Омара Келаптрішвілі, Каспський краєзнавчий музей, музична школа. Серед діючих соборів слід відзначити: катедральний собор ім. Вахтанґа Ґорґасалі, церква св. Теодоре Тіроні та церква св. Ґіорґі. У 1971 р. встановлено пам'ятник Ґіорґі Саакадзе, грузинському політичному та військовому діячеві початку XVII ст. (скульптор М. Бердзенішвілі, архітектор Ґ. Джапарідзе). На території Каспі розташовані також наступні монументи: меморіал загиблим у Другій світовій війні, меморіал загиблим за територіальну цілісність Грузії, бюсти Ґіорґі Мазніашвілі, Омара Кептрішвілі, та Мераба Костави. У місті розташовано декілька скверів культури та відпочинку.
У Каспі є 5 загальних, дві художні школи та 1 музична школа. Серед них найстаріша міська загальна школа № 1, яку засновано в 1889 р. за ініціативою Товариства з поширення грамотності серед грузинів. Також дія приватна школа-гімназія. У радянський період в Каспі існували індустріальні та професійні технікуми, філія Тбіліського університету ім. Іване Джавахішвілі.

## Розбудова

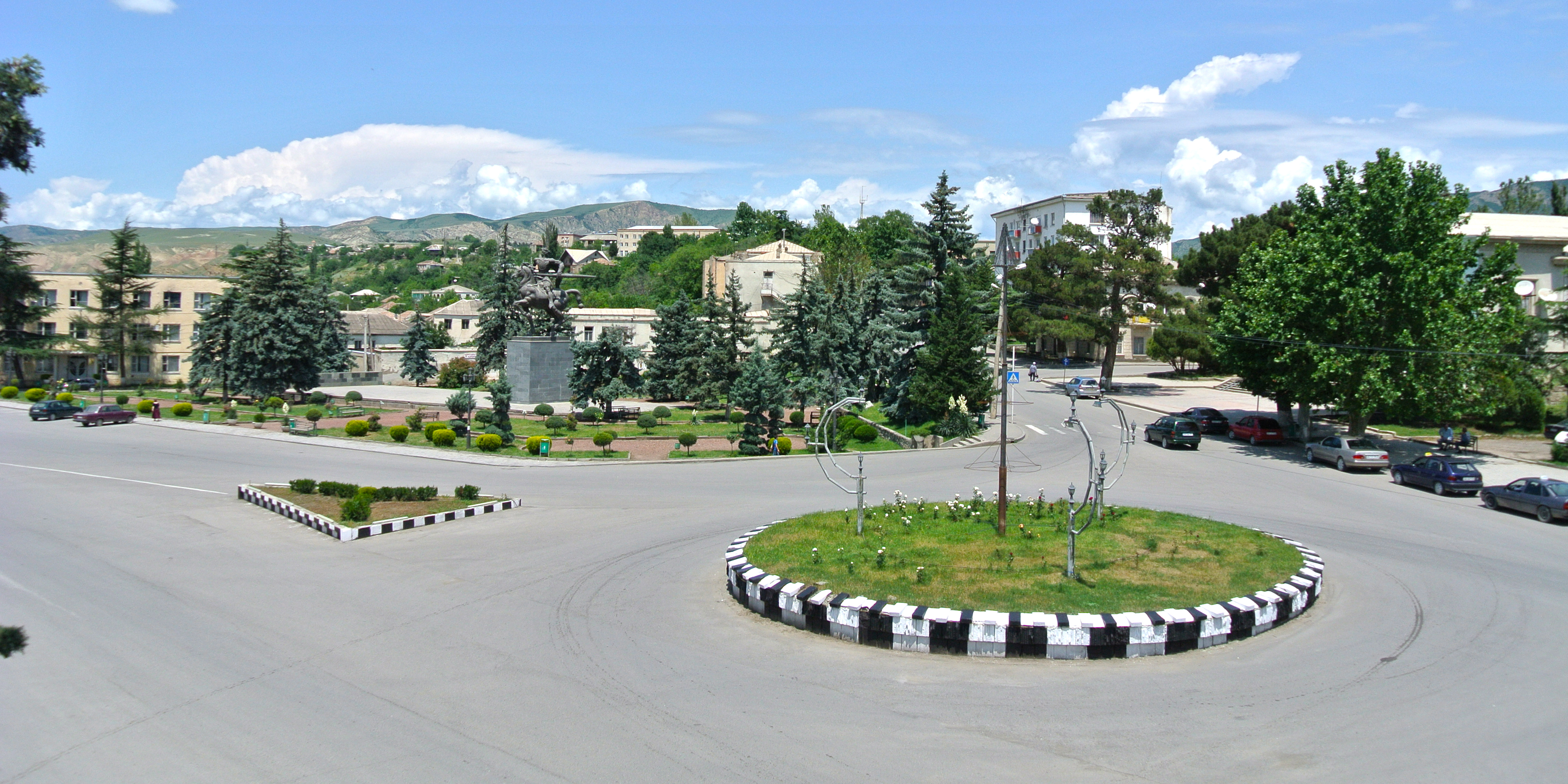
Центральна площа Каспі

До початку XX ст. Каспі являло собою поселення сільського типу. У 1931 р. в Каспі збудовано цементний завод, що поклало початок розвитку міста. Протягом подальших 70 років Каспі зросло приблизно в 8 разів. У місті налічується декілька районів, розбудованих у різні часи: старий Каспі, поселення Кечарухі, поселення Варджаані, Церті, Карцісі, Мацховріс Убані, Ґеребіс Убані, заводський район та порівняно пізно збудовані масиви. Ріка Лехура ділить Каспі на західну та східну частини. Старі райони забудовані стихійно та щільно. Тут вузькі, асиметричні вулиці. У пізніше збудованих районах зустрічаються широкі вулиці проспектного типу. У 1970-х роках збудовано набережну Давіта Агмашенебелі, внаслідок чого рух містом від вул. М. Костави змінився у напрямку набережної. Тоді ж збудовано центральний майдан Ґ. Саакадзе, на якому зведено монумент цьому діячеві. Адміністративні будівлі розташовані здебільшого на головній вулиці М. Костави. Найвищі будівлі в місті — 8-поверхові. Промислова частина розташована здебільшого поблизу залізниці.
13 грудня 2012 р. освячено катедральний собор ім. св. короля Вахтанга Ґорґасалі, найбільшого за розміром серед соборів регіону Шида Картлі.

## Московсько-грузинська війна та Каспі

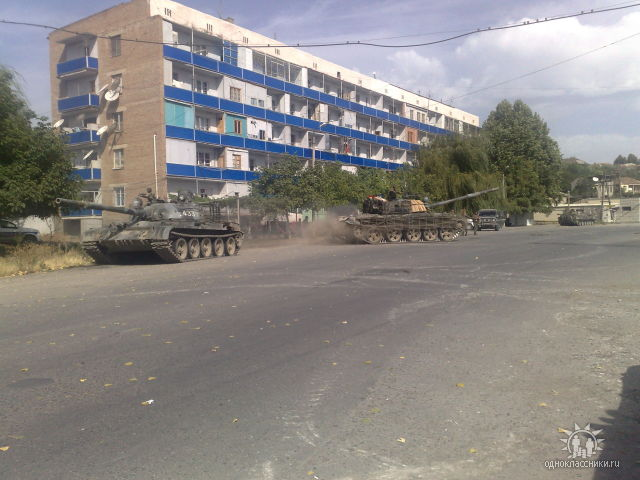
Окупанти в Каспі

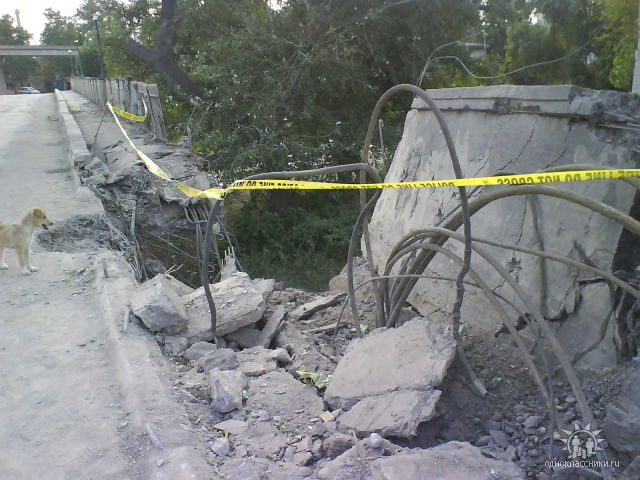
Розбомблений міст у Каспі

Одна з ліній захисту Тбілісі під час московсько-грузинської війни 2008 р. проходила через Каспі. 12 серпня 2008 о 01:19 московські бойові літаки бомбардували Каспі. В основному збитки завдано центральній магістралі Грузинської залізниці, мосту місцевого значення, пошкоджено значний індустріальний центр Грузії — Каспський цементний завод. У результаті бомбардувань загинула 1 людина, 17 поранено. 19 серпня у місто ввійшло близько 10 одиниць окупаційної бронетехніки, які захопили передмістя Каспі та утримували протягом місяця. Після того як окупаційні сили залишили місто, пошкоджену інфраструктуру було повністю відновлено.

## Каспі сьогодні
Сьогодні в Каспі здійснюються реабілітаційні проєкти, відновлення водних каналів та шляхів комунікацій. У місті вже створено повну мережу зовнішнього освітлення. У повному обсязі населенню надається інтернет. У місті відновлено центральний сквер. Діють 5 філій різних банків та банкомати. Діє будинок культури, ритуальний дім, індустріальний коледж, спортзал для боротьби, футбольна школа та стадіон. У Каспі є молодіжний футбольний клуб «Каспський світанок», ансамблі грузинських народних танців «Дідґорі».